# Jose Candido Correia Guimaraes
Jose Candido Correia Guimaraes (Porto, Portugal, 1895 - [...?]) fou un compositor portuguès.
Es distingí com a director d'orquestra i entre les seves obres la més popular és la seva opereta: Narciso com does pés.